# Мюллер, Ричард
Ричард Мюллер (Richard A. Muller; род. 6 января 1944, Нью-Йорк) — американский физик, астрофизик и геофизик. Доктор философии (1969).
Эмерит-профессор Калифорнийского университета в Беркли, с которым связана почти вся его жизнь, и старший научный сотрудник Национальной лаборатории имени Лоуренса в Беркли, член Американской академии искусств и наук (2010). Лауреат стипендии Мак-Артура (1982).

## Биография
«Ни один из моих родителей не окончил даже среднюю школу», — вспоминал Ричард Мюллер. Но когда он учился в колледже, они «очень много работали, чтобы помочь оплатить его. Они были в глубоких долгах, но никогда не давали мне знать об этом».
Окончил Колумбийский университет (бакалавр). В 1969 году получил степень доктора философии (Ph.D.) по физике элементарных частиц в Калифорнийском университете в Беркли, под началом нобелевского лауреата 1968 года Л. Альвареса, занимался там с 1964 года (к Л. Альваресу попал годом позже), а после сотрудничал с ним же как исследователь-постдок, проведя у него всего более десяти лет. Усилия, предпринятые для того, чтобы попасть к Альваресу, Мюллер называет «одними из самых важных вещей, которые я когда-либо делал».
«Я не обязательно хочу узнать, что вы делаете, я хочу узнать, как вы это делаете», — заявил он как-то ему. Привлечённый его энтузиазмом, Альварес уделял Мюллеру немало времени, а однажды, когда последний в результате оплошности повредил дорогостоящую установку, в ответ на признание в этом Альварес скажет ему: «Добро пожаловать в клуб! Теперь я знаю, что ты становишься экспериментальным физиком».
С 1978 года он в штате Калифорнийского университета в Беркли, ныне его эмерит-профессор. С 2000 года преподавал курс «Physics for Future Presidents», пользовавшийся чрезвычайной популярностью и получивший особую известность вследствие распространения через свободно доступные веб-трансляции; впоследствии он издал одноимённую книгу. На протяжении 34 лет являлся членом JASON. Под его началом в 1986 году получил докторскую степень С. Перлмуттер, нобелевский лауреат 2011 года.
Вместе со своей дочерью Элизабет является сооснователем Berkeley Earth (в 2010 году), подтвердившей факт глобального потепления последних десятилетий, а также то, что оно не наблюдалось ещё в начале прошлого века.
Действительный член Американского физического общества и Американской ассоциации содействия развитию науки.
Автор многих книг, в частности «The Ice Ages and their Astronomical Origins» (рус. Ледниковые периоды и их астрономическое происхождение, 2000, совместно с Gordon J. F. MacDonald), Physics for Future Presidents (Norton, 2008).
Имеет несколько патентов.

## Награды
- Texas Instruments Founders Prize (1977);
- премией Алана Уотермана Национального научного фонда (1978);
- Стипендия Мак-Артура (1982);
- Профессор имени Миллера (1990);
- Distinguished Teaching Award от Калифорнийского университета в Беркли (1999)[8];
- Премия Дональда Стерлинга Нойса (Donald Sterling Noyce Prize) for Excellence in Undergraduate Teaching (2009).